# Nyárádbálintfalva
Nyárádbálintfalva (románul Bolintineni) falu Romániában, Maros megyében. Közigazgatásilag Backamadaras községhez tartozik.

## Fekvése
A falu Marosvásárhelytől 16 km-re délkeletre, Marosszék középső részén helyezkedik el, a Nyárád mindkét partján.